# Porte à Peine Perdue

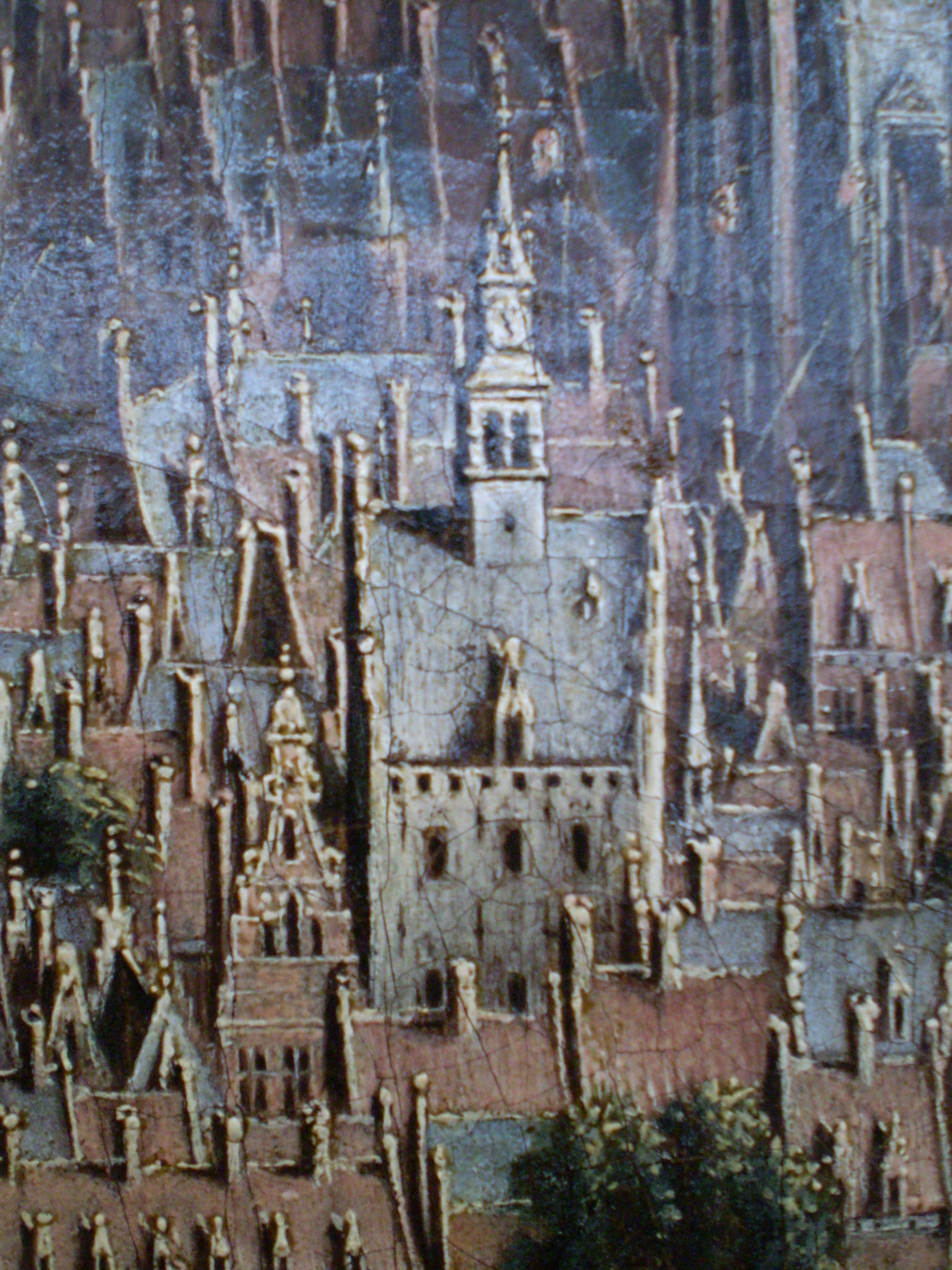
La Porte à Peine Perdue vers 1664

La Porte à Peine Perdue ou Filipspoort (« Porte de Philippe », d'après un résident local) était une porte fortifiée de la ville de Bruxelles édifiée au début du XIVe siècle (probablement vers 1340‑1350).
Située au coude de la rue de Flandre, elle servait de poste défensif avancé et permettait de franchir le Rempart des moines (dont une rue porte toujours le nom), constitué d’un mur de terre et de pierre, bordé d’un fossé extérieur inondé creusé au XIIIe siècle pour servir de protection au couvent des moines de Jéricho, celui-ci étant bâti à l’extérieur de la première enceinte de la ville.
Après la construction de la seconde enceinte,  le fossé fut comblé, et la porte, à mi-chemin entre deux murailles perdit toute utilité. C’est alors qu’elle prit le surnom de « Porte à Peine Perdue » (Verlorencostpoirte ou en néerlandais moderne Verlorenkostpoort). Ce n’est cependant qu’en 1727 qu’elle fut abattue après qu’un incendie l’eut ravagé.

## Source
- Dictionnaire historique et anecdotique des rues de Bruxelles par Jean d'Osta, Bruxelles, Ed. Paul Legrain, 1986, 358p.